# 山形県道122号東根大森工業団地線
山形県道122号東根大森工業団地線（やまがたけんどう122ごう ひがしねおおもりこうぎょうだんちせん）は、山形県東根市を通る一般県道である。

## 概要
東根市大字東根から東根市大字蟹沢に至る。

### 路線データ
- 起点：東根市大字東根（大森山交差点、山形県道29号尾花沢関山線交点）
- 終点：東根市大字蟹沢（蟹沢交差点、国道13号交点、国道287号終点）

## 歴史
- 1983年（昭和58年）4月1日 - 山形県告示第564号により認定される。

## 地理

### 通過する自治体
- 山形県
  - 東根市

### 交差する道路
| 交差する道路                | 交差する場所        | 交差する場所 |
| --------------------------- | ------------------- | ------------ |
| 山形県道29号尾花沢関山線    | 大字東根            | 大森山交差点 |
| 山形県道304号中島新田楯岡線 | 中央東3丁目         |              |
| 山形県道120号東根尾花沢線   | さくらんぼ駅前3丁目 |              |
| 国道13号                    | 大字蟹沢            | 蟹沢交差点   |
| 国道287号                   | 大字蟹沢            | 蟹沢交差点   |

### 沿線
- 大森山
- あそびあランド
- JAさくらんぼひがしね 東部支店
- よってけポポラ（JAさくらんぼひがしね直売所）
- 東根市民体育館
- 大森山公園
- イオン東根店
- JR東日本奥羽本線
  - 神町駅 - さくらんぼ東根駅
- 東根自動車学校